# شلل القلب
```
شلل القلب
 أو إيقاف القلب مؤقتًا هو توقف عمدي ومؤقت لنشاط القلب، في المقام الأول للقيام بجراحة القلب.
```

## نظرة عامة
تجمع كلمة شلل القلب أو إيقاف القلب المؤقت (cardioplegia)بين كارديو اليوناني بمعنى «القلب»، وبليجيا «الشلل». من الناحية الفنية، يعني هذا إيقاف القلب حتى يمكن إجراء العمليات الجراحية في القلب نفسه. على الأكثر شيوعًا، تشير كلمة شلل القلب أو إيقاف القلب إلى الحل المستخدم لجعل القلب يتوقف عن النبض. كان الدكتور لام من أوائل الأطباء الذين استخدموا مصطلح شلل القلب في عام 1957. ومع ذلك، فإن عمله في حماية عضلة القلب كان يسبقه صدفة سيدني رينجر في أواخر القرن التاسع عشر. في ذلك الوقت، لاحظ رينغر وزملاؤه أن ماء الصنبور لديه القدرة على زيادة انقباض القلب، على الأرجح بسبب محتواه العالي من الكالسيوم. أفترض سيدني رينجر أيضًا على أهمية تركيز أيون البوتاسيوم على تقليل نبض القلب. من خلال سلسلة من التجارب التي أجريت على قلوب الضفدع والكلاب، تم تحقيق شلل أو إيقاف القلب القابل لعكس النتيجة وإرجاعه للحياة مع أيونات البوتاسيوم نتيجة الرجفان البطيني بدأت هذه التجارب المبكرة ما يقرب من 50 عامًا من العمل الذي أدى إلى مجموعة متنوعة من إستراتيجيات التروية المتاحة اليوم.
الأهداف الرئيسية ل إيقاف القلب المؤقت ب حالة نقص الحرارة:
1. وقوف فوري وكامل للنظام الكهروعضلي في خلايا القلب.
2. تبريد سريع وكامل لكافة انحاء عضلة القلب بشكل متساوي.
3. الحفاظ على قدرة إعطاء المضافات العلاجية بتركيزات فعالة.
4. التخلص الدوري لمثبطات الأيض.[2]

الإجراء الأكثر شيوعًا لإنجاز إيقاف القلب المتعمد المؤقت هو تغذية القلب بمحلول بارد مخصص سيتم ذكره لاحقًا في الدورة الدمويه التاجية وتحمي هذه العملية عضلة القلب من التلف خلال أجراء العملية.
لتحقيق ذلك، يتم وضع المريض في البداية على جهاز المجازة قلبية رئوية. هذا الجهاز، والمعروف باسم الجهاز الرئوي للقلب، يتولى وظائف تبديل الغاز عن طريق الرئة والدورة الدموية بطريق القلب. يتم عزل القلب ودورة الدموية عن بقية الدورة الدموية للجسم عن طريق المشبك المشبكي المشبوك على الشريان الأورطي الصاعد القريب من الشريان الفطري. خلال هذه الفترة من العزلة القلبية، لا يتلقى القلب أي تدفق الدم، وبالتالي لا الأكسجين لعملية التمثيل الغذائي. كما يوزع محلول شلل القلب على عضلة القلب بأكملها، فإن تخطيط القلب سوف يتغير وسيؤدي في النهاية إلى التوقف. يخفف إيقاف القلب من معدل الأيض في عضلة القلب، وبالتالي يمنع موت الخلايا خلال فترة نقص التروية.

## فسيولوجية شلل القلب
محلول إيقاف القلب المؤقت هو الوسيلة التي يتم بها حماية عضلة القلب من موت الخلايا. يتم تحقيق ذلك عن طريق الحد من التمثيل الغذائي(العملية الأيضية) لعضلة القلب من خلال خفض عبء العمل القلبي وباستعمال انخفاض حرارة الجسم.
كيميائيًا، يقلل تركيز البوتاسيوم المرتفع الموجود في معظم المحاليل القلبية من إمكانات استراحة الغشاء لخلايا القلب التي تؤدي لتكوين نشاط كهربائي عضلي. جهد الراحة الطبيعية للخلايا البطينية حوالي -90 ميلي فولت. عندما يتواجد محلول شلل القلب خارج الخلية القلبة في الدم المحيط بالخلايا العضلية، يصبح جهد الغشاء أقل سلبية والخلية الاستقطاب أكثر سهولة. يؤدي الاستقطاب إلى الانكماش، ويتم عزل الكالسيوم داخل الخلايا بواسطة الشبكة الساركوبلازمية عبر مضخات +Ca2 المعتمدة على ATP، وتستريح الخلية (حالة انبساط). ومع ذلك، فإن ارتفاع تركيز البوتاسيوم من شلل القلب خارج الخلية يمنع استقطاب. تبلغ جهد الراحة في خلايا القلب البطيني حوالي -84 ميلي فولت بتركيز K + خارج الخلية يبلغ 5.4 مللي مول / لتر. يؤدي رفع تركيز K + إلى 16.2 مليمول / لتر إلى رفع مستوى الراحة إلى -60 ميلي فولت، وهو المستوى الذي تكون فيه ألياف العضلات غير قابلة للمنبهات العادية. عندما تقترب إمكانات الراحة من 50 ميلي فولت، يتم تعطيل قنوات الصوديوم، مما يؤدي إلى توقف لنشاط القلب. تعتمد البوابات المعطلة للأغشية، أو بوابات +Na، على الجهد. كلما كان الجهد الكهربي للأغشية أقل سلبية، زاد عدد البوابات التي تغلق. إذا تم إنتاج الاستقطاب الجزئي من خلال عملية تدريجية مثل رفع مستوى K + خارج الخلية، فإن البوابات لديها متسع من الوقت لإغلاقها وبالتالي تعطيل بعض قنوات Na +. عندما تكون الخلية غير مستقطبة جزئيًا، فإن العديد من قنوات +Na معطلة بالفعل، ولا يتوفر سوى جزء ضئيل من هذه القنوات لإجراء تيار +Na الداخل أثناء إزالة الاستقطاب بالمرحلة 0.
كما يمكن استخدام اثنين من الايونات الموجبة الأخرى، +Na و +Ca2، لإيقاف القلب. عن طريق إزالة +Na خارج الخلية من الإرواء، لن ينبض القلب لأن احتمال الفعل يعتمد على أيونات +Na خارج الخلية. ومع ذلك، فإن إزالة +Na لا يغير من إمكانات غشاء الخلية. وبالمثل، تؤدي إزالة +Ca2 خارج الخلية إلى انخفاض قوة الانقباض وفي نهاية المطاف في الانبساط. مثال على محلول منخفض [K +] منخفض [Na +] هو عقار هيستيدين - تريبتوفان-كيتوجلوتارات. على العكس، زيادة تركيز+Ca2 خارج الخلية يعزز قوة الانقباض. رفع تركيز +Ca2 إلى مستوى عال بما فيه الكفاية يؤدي إلى توقف القلب في الانقباض. يشار إلى هذا الحدث المؤسف الذي لا رجعة فيه بأنه «القلب المتحجر» أو القاسي.
خفض حرارة الجسم هو المكون الرئيسي الثاني في إستراتيجية إيقاف القلب. يتم استخدامه كوسيلة أخرى لزيادة خفض أيض عضلة القلب خلال فترات نقص التروية. تتيح معادلة Van 't Hoff حساب انخفاض استهلاك الأكسجين بنسبة 50% لكل 10 درجات مئوية في درجة الحرارة. تأثير Q10 هذا بالإضافة إلى المحلول الكيميائي ل إيقاف القلب يمكن أن يقلل من استهلاك الأوكسجين عضلة القلب (MVO2) بنسبة 97 ٪.
يتم إعطاء محلول إيقاف القلب بدرجة حرارة منخفضة إلى القلب من خلال جذر الأبهر. ينبع تدفق الدم إلى القلب من الجذر الأبهري من خلال الشرايين التاجية. يضمن توقف القلب في الانبساط أن القلب لا يستخدم مستودعات الطاقة القيمة (أدينوسين ثلاثي الفوسفات). يضاف الدم عادة إلى هذا الحل بكميات متفاوتة من 0 إلى 100 ٪. يعمل الدم مؤقتًا ويزود القلب بالمواد المغذية أثناء نقص التروية.
بمجرد انتهاء الإجراء على الأوعية القلبية (جراحة فتح مجرى جانبي للشريان التاجي) أو داخل القلب مثل استبدال الصمامات أو تصحيح عيب القلب الخلقي، وما إلى ذلك، تتم إزالة المشبك المتقاطع ويتم إنهاء عزل القلب، وهذا تعود استعادة إمدادات الدم للقلب ويبدأ القلب في الضرب مرة أخرى.
يضمن السائل البارد (عادة عند 4 درجات مئوية) أن يبرد القلب إلى درجة حرارة حوالي 15-20 درجة مئوية، مما يؤدي إلى إبطاء عملية التمثيل الغذائي للقلب وبالتالي منع تلف عضلة القلب. ويزيد هذا من عنصر شلل القلب الذي يحتوي على نسبة عالية من البوتاسيوم.
عندما يتم إدخال المحلول في الجذر الأبهري (مع المشبك الأبهري على الشريان الأورطي القاصي للحد من الدورة الدموية الجهازية)، وهذا ما يسمى شلل القلب antegrade. عند إدخاله في الجيب التاجي، يطلق عليه شلل القلب الرجعي.